# Julià de Jòdar i Muñoz
Julià de Jòdar i Muñoz (Badalona, 27 december 1942) is een Catalaans schrijver en dramaturg.
Tijdens de franquistische dictatuur studeerde hij voor scheikundig ingenieur (1964) en geschiedkundige (1973) en was actief in de clandestiene catalanistische en republikeinse beweging. Als publicist werkt hij mee aan de krant El Punt Avui en af en toe ook aan de digitale krant Vilaweb.
Hij is lid van de Associació d'Escriptors en Llengua Catalana, de vereniging van schrijvers in de Catalaanse taal. In 2011 was hij een van de mede-oprichters van de Assemblea Nacional Catalana die ijvert voor de onafhankelijkheid van Catalonië. Bij de verkiezingen voor het Parlement van Catalonië in 2012 stond hij samen met de voetballer Oleguer Presas i Renom als lijstduwers voor de partij Candidatura d'Unitat Popular (CUP) in Barcelona.

## Werken
- L'atzar i les ombres (trilogie) 
  - L'àngel de la segona mort (1997) (Premi Ciutat de Barcelona)[6]
  - El trànsit de les fades (2001)[7]
  - El metall impur (2006) Premi Sant Jordi 2005, Serra d'Or-criticiprijs voor literatuur en essay 2007[8]
- Zapata als encants (1999) (verhalen)
- L'home que va estimar Natàlia Vida (2003)
- Noi, has vist la mare amagada entre les ombres (2008)
- La pira dels dies (1984) (voorstudie voor L'atzar i les ombres)
- La pastoral catalana (2010) Premi Carlemany, Premi Crítica Serra d'Or de novel·la 2011
- El desertor en el camp de batalla (2013)
- Els vulnerables (2018)

Samen met Xavier Bru de Sala en Miquel de Palol
- Fot-li que som catalans (2005)
- Fot-li més que encara som catalans (2006)

Samen met David Fernàndez i Ramos
- Cop de CUP. Viatge a l'ànima i a les arrels de les Candidatures d'Unitat Popular[9] (2012). (Een slag van de CUP. Reis naar de ziel en de wortels van de partij Candidatures d'Unitat Popular)

Samen met Carles Cortés, Sebastià Alzamora en Isabel-Clara Simó.
- Directe al gra (2006) een bundel erotische verhalen

Een biografische fiche, een volledige bibliografie, met secundaire literatuur en vertalingen vind je hier
- Biblioteca Nacional de España: XX1719803
- Bibliothèque nationale de France: cb14579197p (data)
- Catàleg d'autoritats de noms i títols de Catalunya: 981058513035206706
- Gemeinsame Normdatei: 136151965
- International Standard Name Identifier: 0000 0001 2133 7110
- Library of Congress Control Number: nb98028094
- Système universitaire de documentation: 148691455
- Virtual International Authority File: 54393283
- WorldCat: E39PBJyhb4rQ344XwgFwTtHKVC